# Otto Winterer

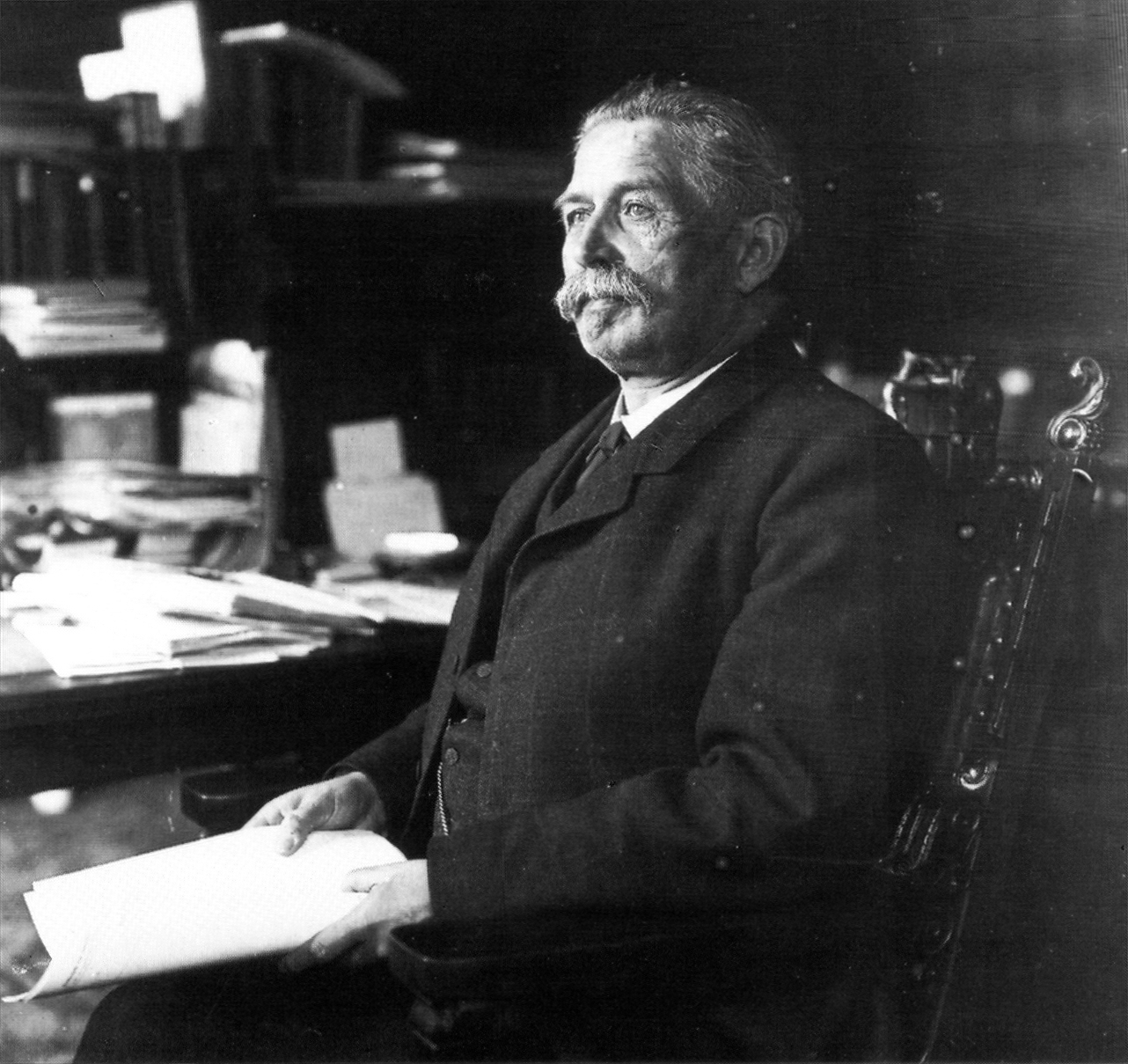
Otto Winterer (1905)

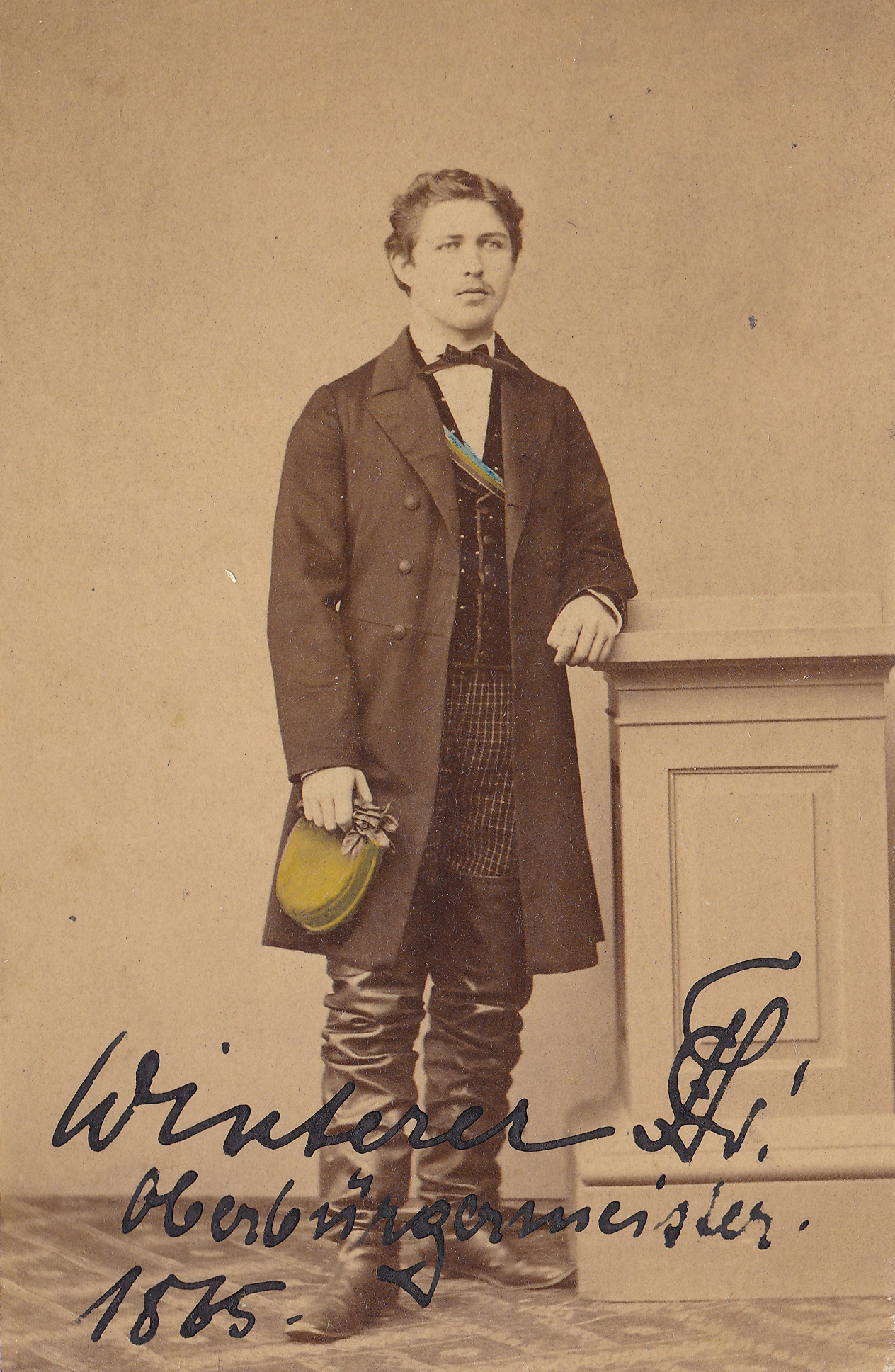
Winterer als Student im Couleur des Corps Suevia (1865)

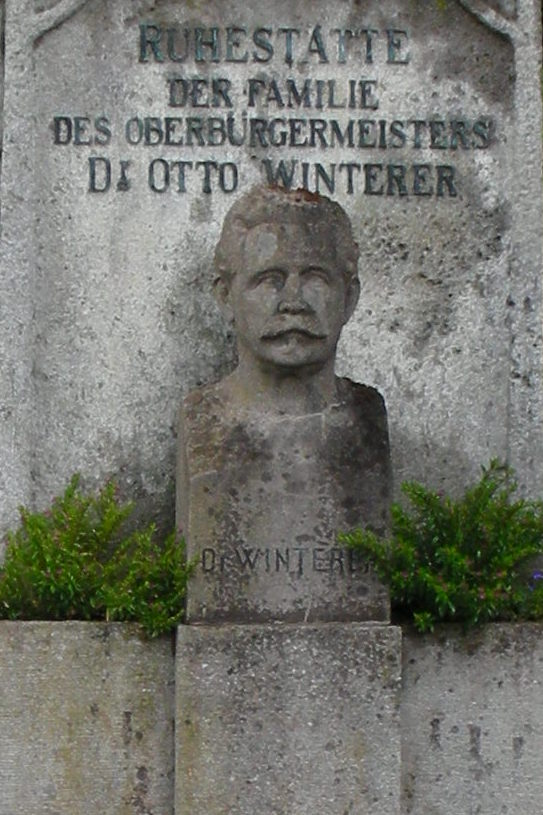
Porträtbüste von Emil Stadelhofer auf dem Familiengrab Winterers auf dem Freiburger Hauptfriedhof

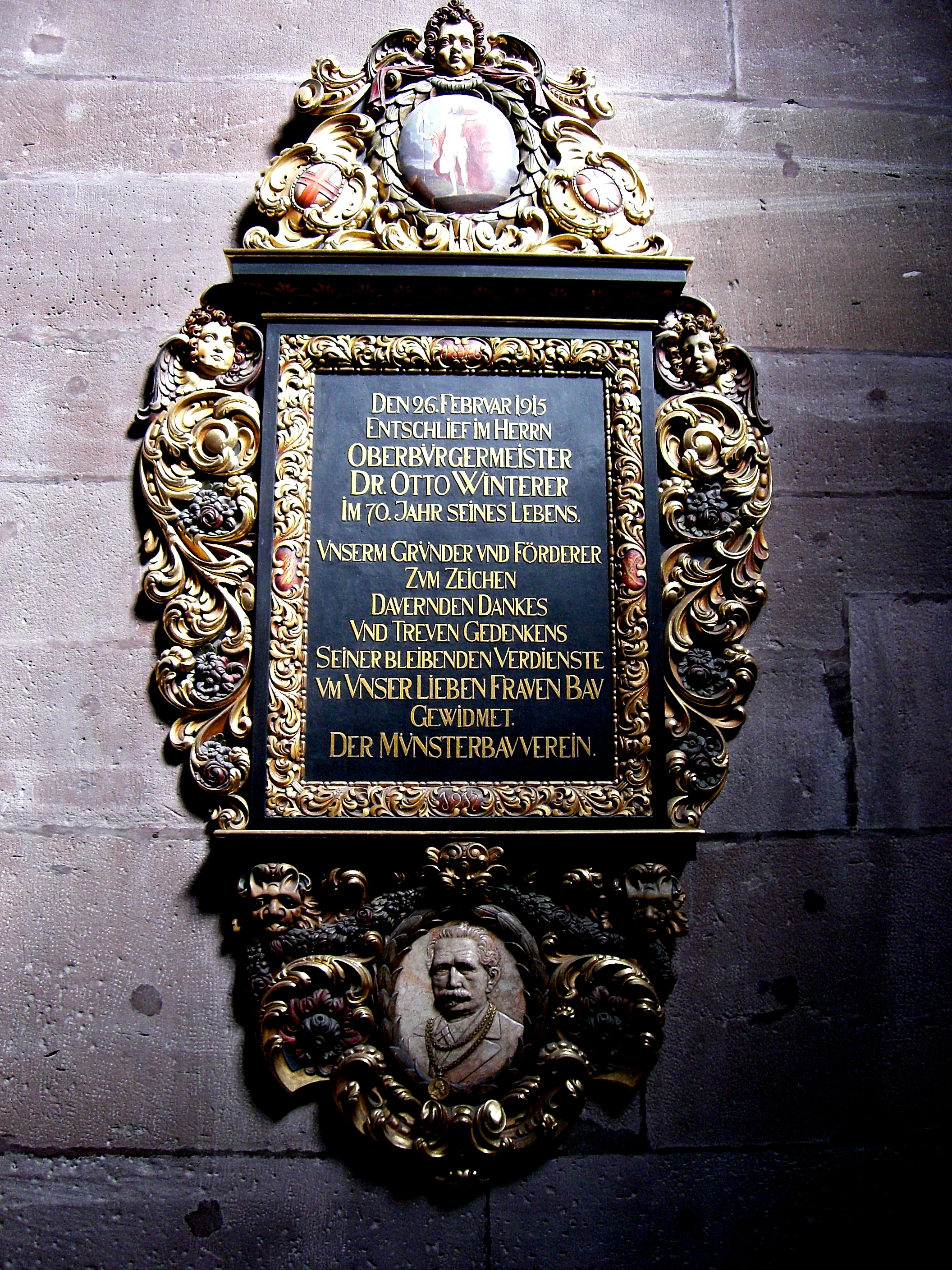
Gedenktafel im Freiburger Münster

Otto Winterer (* 8. Januar 1846 in Ettenheim, Ortenaukreis; † 26. Februar 1915 in Freiburg im Breisgau) war ein deutscher Verwaltungsjurist, der als Oberbürgermeister der Städte Konstanz und Freiburg im Breisgau wirkte.

## Leben
Otto Winterer, Sohn eines Bäckers, legte in Freiburg am Berthold-Gymnasium das Abitur ab und studierte dann Rechts- und Staatswissenschaften an der Albert-Ludwigs-Universität Freiburg und der Ruprecht-Karls-Universität Heidelberg. Winterer war Mitglied des Corps Suevia Freiburg.
Nach dem Staatsexamen 1871 trat er in den badischen Staatsdienst, wurde 1874 Amtmann in Mannheim und 1876 als Oberamtmann Amtsvorstand des Bezirksamts Buchen. Am 4. April 1877 wurde er mit 31 Jahren vom Bürgerausschuss der Stadt Konstanz als Nachfolger des zurückgetretenen Max Stromeyer zum neuen Oberbürgermeister gewählt, wo er vor allem erfolgreich bei der Sanierung der damals zerrütteten städtischen Finanzen hervortrat. Von 1883 bis 1889 war Winterer gewählter Abgeordneter des städtischen Wahlkreises Konstanz in der Zweiten Kammer der Badischen Ständeversammlung und gehörte der Fraktion der Nationalliberalen Partei an. Im April 1888 wurde er dann vom Bürgerausschuss Freiburgs zum Oberbürgermeister dieser Stadt gewählt.
1905 wurde Winterer als Vertreter der badischen Städte in die Erste Kammer der Badischen Ständeversammlung gewählt, was er bis zu seinem Tod blieb.
Als Winterer 1913 nach 25-jähriger Amtszeit aus dem Amt schied, sprach man in Freiburg vom „zweiten Gründer der Stadt“. In seiner Amtszeit verdoppelten sich die Zahlen der Einwohner und der Gebäude in Freiburg. Er veranlasste die Neubauten des Stadttheaters, des Neuen Rathauses, des neuen Kollegiengebäudes der Albert-Ludwigs-Universität sowie die Gründung der Städtischen Sammlungen und die Erschließung neuer Stadtteile wie dem Stühlinger. Für wohlhabende Neubürger, etwa vor der Hamburger Cholera-Epidemie von 1892 Geflüchtete oder Rentiers aus dem Rheinisch-Westfälischen Industriegebiet, ließ er gehobene Wohngebiete in Herdern und am Lorettoberg (in der Wiehre) erschließen.
Auch wichtige Infrastruktureinrichtungen wurden unter seiner Leitung grundlegend erneuert oder neu geschaffen: neue Schulen für die schnell wachsende Bevölkerung, Trinkwasserversorgung, Abwasserbeseitigung auf dem Rieselfeld, Elektrizitätswerk, Straßenbahn und anderes mehr. Er erkannte auch das Potential Freiburgs hinsichtlich des aufkommenden Tourismus und ließ Panoramawege im Stadtwald, den Park um den Waldsee und andere Freizeiteinrichtungen anlegen.
Er war auch sehr an der Geschichte der Stadt interessiert und setzte sich vehement für die Erhaltung der verbliebenen Stadttore (Martins- und Schwabentor) ein, die er im Geschmack der Zeit erheblich aufstocken ließ. Auf das Ansinnen der Bürger, die Stadttore wegen Komplikationen beim Bau der Straßenbahn abzureißen, entgegnete er: „Das Dorf hat Dächer – die Stadt hat Türme.“ Außerdem war ihm die Erhaltung des Freiburger Münsters ein besonderes Anliegen: Er war der Initiator für die Gründung des Freiburger Münsterbauvereins, dem er in den ersten Jahren auch vorstand.
Winterers Arbeitszimmer, in dem unter ihm zwischen 1898 und 1901 ausgebauten Neuen Rathaus, dient heute als Trauzimmer.

## Ehrungen
Nachdem er die gesamte Amtszeit über mit seiner Familie in einer Dienstwohnung im Alten Rathaus gewohnt hatte, bezog er ein Haus in der seit 1907 nach ihm benannten Wintererstraße in Herdern. Auch in Konstanz wurde eine Straße nach ihm benannt.
Für die Errichtung der Kanalisation verlieh ihm die medizinische Fakultät der Albert-Ludwigs-Universität die Ehrendoktorwürde. Er war Ehrenbürger von Konstanz (seit dem 12. September 1888) und von Freiburg (seit dem 24. Mai 1913). Zudem existierte in den 1930er-Jahren in Freiburg das Winterer-Stadion, in dem der SC Freiburg einige Jahre spielte, bevor es abgerissen wurde.
Nach einem Umbau 1998 kann das obere Foyer des Freiburger Theaters für Veranstaltungen genutzt werden. Es trägt seither den Namen Winterer-Foyer; das ursprüngliche Theatergebäude wurde während Winterers Amtszeit 1905 errichtet.
Seine Geburtsstadt Ettenheim hat eine Straße nach ihm benannt.

## Familie
1869 heiratete Otto Winterer die 17-jährige Maria Gartenhauser. Zwischen 1876 und 1890 kamen zwei Töchter und vier Söhne zur Welt. Sein Sohn Wilhelm Winterer (1879–1969), war Offizier der Schutztruppe für Deutsch-Ostafrika, Förderer des Freiburger Museums für Natur und Völkerkunde (heute Museum Natur und Mensch Freiburg) sowie Autor und Verleger kolonialrevisionistischer Schriften.
Der Offizier Otto Albrecht Winterer (1881–1941), Vater von Maria Hippius Gräfin Dürckheim, war ein Bruder von Otto Winterer.